# Bulbine alooides
Espèce
Bulbine alooides est une espèce de plantes à fleurs de la famille des Asphodelaceae. C'est une espèce de plante géophyte du genre Bulbine. Elle est endémique de l'Afrique du Sud, où elle pousse dans les Provinces du Cap] KwaZulu-Natal, et les Provinces du Nord. Elle est répandue dans les zones rocheuses du sud de la Région du Cap].

## Description

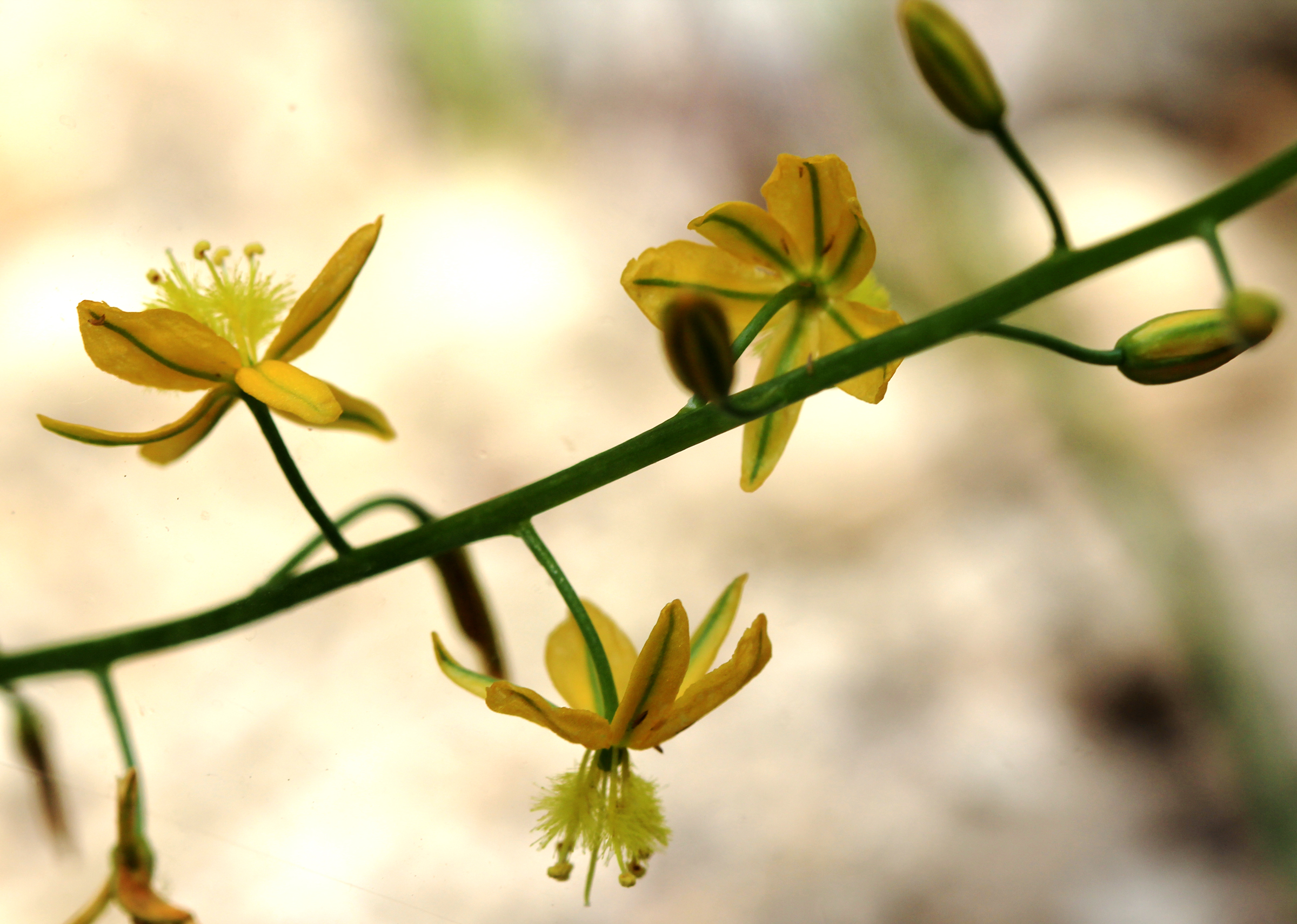
Détail des fleurs.

Les feuilles de ce géophyte sont basales. Elles sont longues, minces, lancéolées et cannelées. Les bords des feuilles sont souvent poilus.
L'inflorescence verticale comporte de nombreuses fleurs. Chaque fleur est en forme d'étoile, avec six pétales jaunes qui ont chacun une bande longitudinale au milieu. Comme toutes les espèces de Bulbine, les étamines sont distinctement touffues (« barbues »).

## Systématique
Le nom correct complet (avec auteur) de ce taxon est Bulbine alooides (L.) Willd..
L'espèce a été initialement classée dans le genre Anthericum sous le basionyme Anthericum alooides L..
Ce taxon porte en anglais le nom vernaculaire ou normalisé suivant : Rooistorm.
Bulbine alooides a pour synonymes,. :
- Anthericum aloifolium Salisb.
- Anthericum alooides L.
- Bulbine acaulis L.
- Bulbine macrophylla Salm-Dyck
- Phalangium alooides (L.) Kuntze